# 珈琲貴族
珈琲貴族（コーヒーきぞく、1981年2月19日 - 男性）は、千葉県船橋市出身のイラストレーター・原画家・グラフィッカー・料理人。『ロイヤルマウンテン』という同人サークルで活動もしている。なお平成26年8月20日付のブログにて、有限会社グングニルを退社したことを表明。

## 来歴・人物
好きなものは名前の通りコーヒーと、ブルマ。
『EVE burst error』に感銘を受け業界を目指す。高校卒業後、F&Cにグラフィッカーとして就職する。その後郵便配達員などを経て2007年『放課後の先パイ』で商業デビュー。innocent greyではCG監修、Noesisでは原画等を務めた。2013年7月25日に初の画集『THE BLEND　珈琲貴族ARTWORKS』、2016年12月22日には画集の第二弾『THE BLEND2　珈琲貴族ARTWORKS』、2017年10月10日にはムック「珈琲貴族 デビュー10周年記念メモリアルBOOK  10th BLEND」が、2019年12月20日には画集の第三弾『BARiSTA　珈琲貴族ARTWORKS』が発売された。

## 担当作品

### 原画
- 放課後の先パイ
- マーブル★ブルマ
- フリフレ
- フリフレ2
- CURE GIRL
- ラブesエム
- 雨恋

### イラスト
- それでも水着は脱がさない!（著：玉城琴也、ぷちぱら文庫）
- 絵師100人展
- SAIで女の子を可愛く描こう（作例・裏表紙）
- まんがと図解でわかる経済学のキホン（表紙）
- 銃皇無尽のファフニール（第3話後提供イラスト）
- GWAVE 2013 2nd Progress
- 美少女とは、斬る事と見つけたり（著：入間人間、電撃文庫）
- 君死にたもう流星群（著：松山剛、MF文庫J）
- マナリアフレンズ（第7話後提供イラスト）

## その他
- スペシャル対談 深崎暮人×珈琲貴族（『E☆2』Vol.31）
- 都市伝説は人を喰う（キャラクター原案・衣装デザイン 雪月花ソフトウェア）
- 温泉むすめ（キャラクター原案（磐梯熱海 萩））

## 参考
- お仕事履歴